# Colin Turkington
Colin Henry Turkington (ur. 21 marca 1982 w Newry, Irlandia Północna) – brytyjski kierowca wyścigowy. Dorastał i obecnie mieszka w Portadown, gdzie uczęszczał do szkoły średniej Portadown College. Jest absolwentem University of Stirling, gdzie ukończył studia biznesowe. Jego największym dotychczasowym osiągnięciem było zdobycie tytułu mistrzowskiego w serii British Touring Car Championship w sezonie 2009. W 2009 otrzymał także tytuł Kierowcy Wyścigowego Roku w Wielkiej Brytanii magazynu Autosport. Obecnie jest kierowcą zespołu eBay Motors w BTCC.

## Kariera

### Wczesna kariera
Colin Turkington rozpoczął swoją karierę wyścigową serii kartingowej Ulster Karting w 1993. W latach 1996 i 1997 brał udział w wyścigach na naturalnej nawierzchni (ang. autograss). W 1998 przeniósł się do serii Northern Irish Metro Championship, gdzie zdobył swój pierwszy tytuł mistrzowski. W 1999 natomiast przeniósł się do Ford Credit Fiesta Zetec Championship, gdzie również został mistrzem w 2001.

### British Touring Car Championship

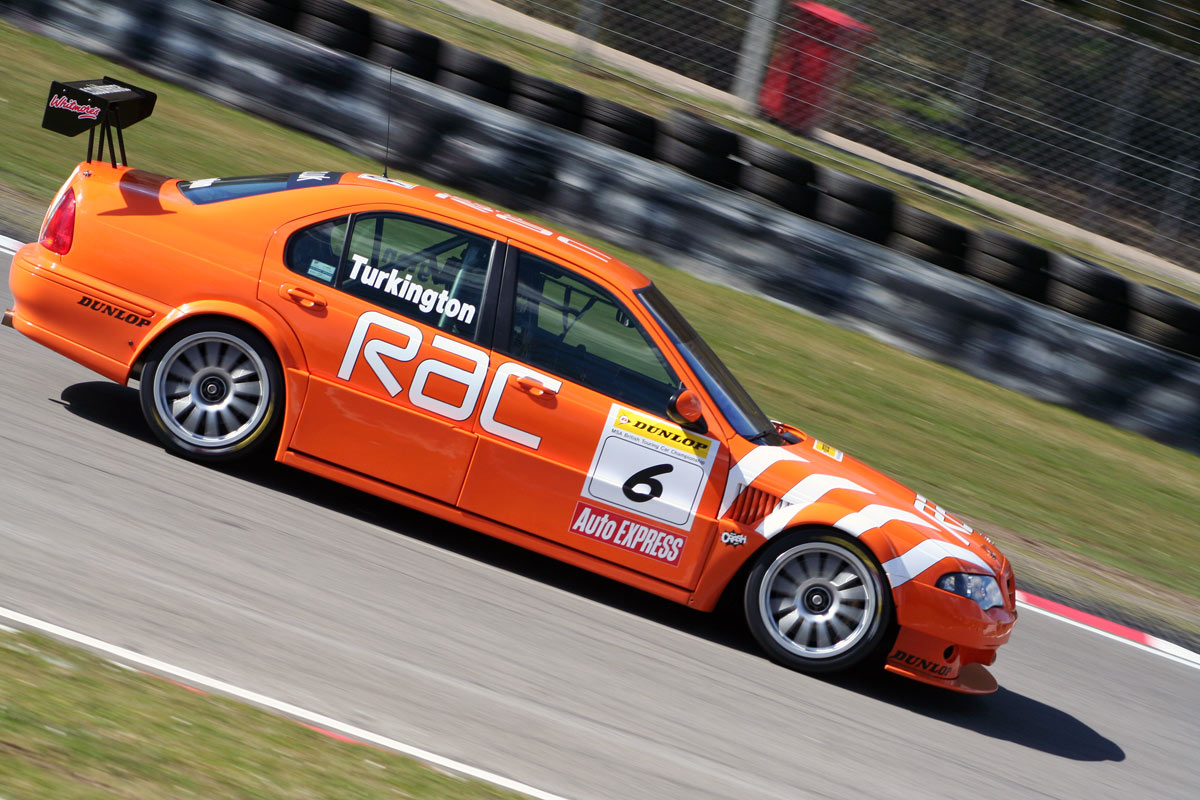
Colin Turkington za kierownicą MG ZS na Brands Hatch w 2006

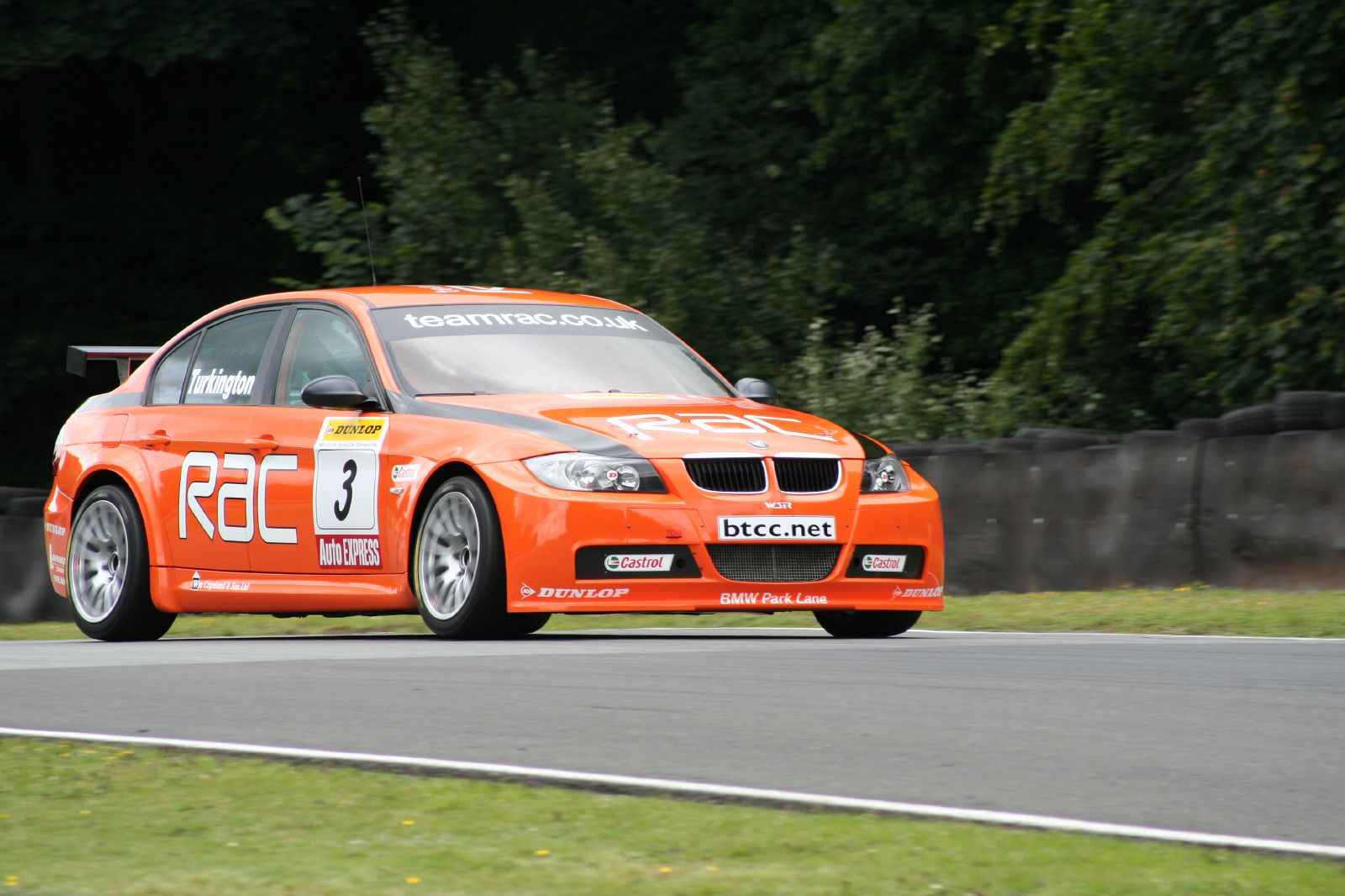
Turkington za kierownicą BMW 320si na Oulton Park w 2007

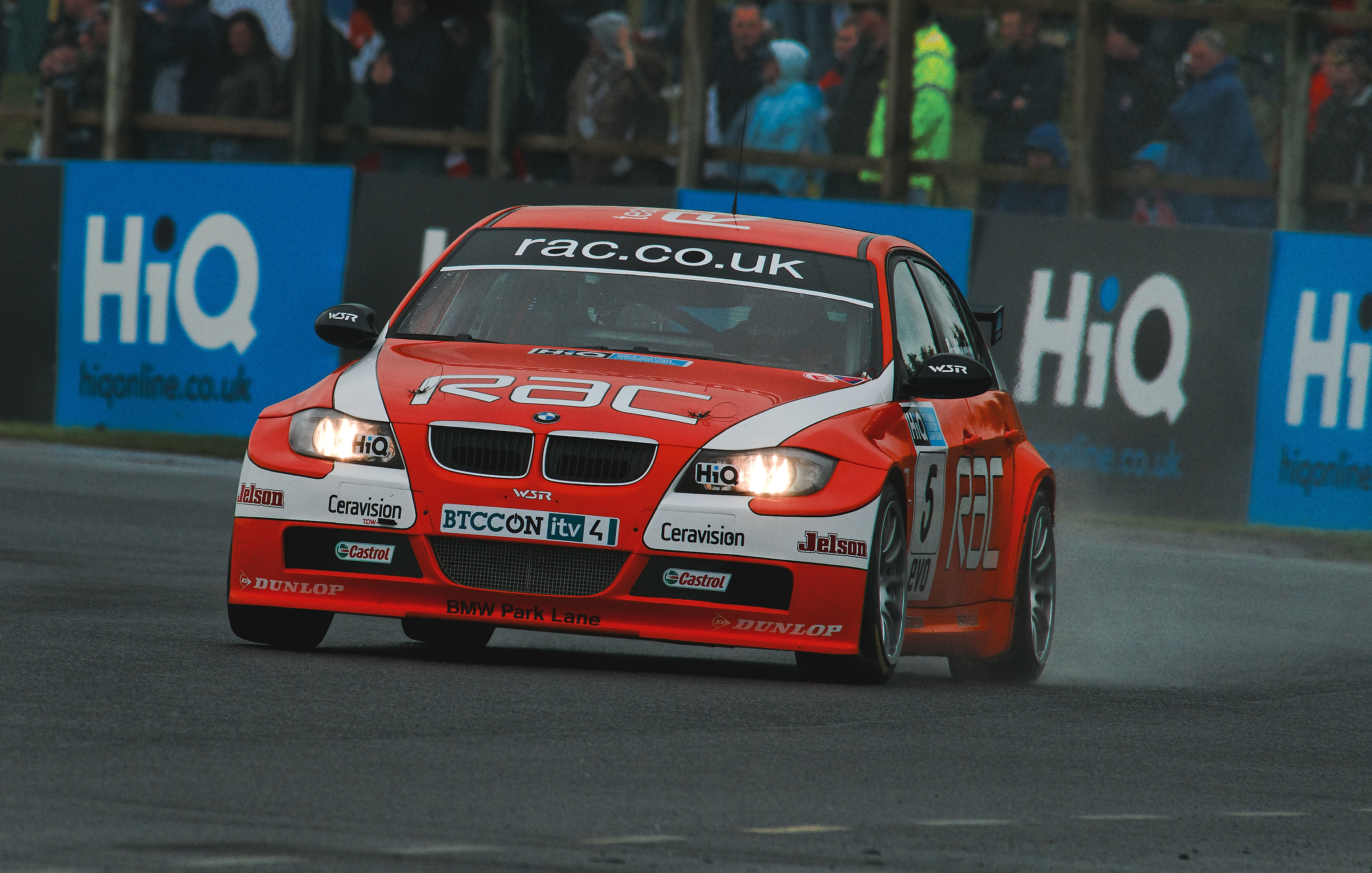
Na Croft Circuit w 2008 Turkington wygrał dwa z trzech wyścigów

#### Team Atomic Kitten (2002)
Colin Turkington po swoich sukcesach w niższych seriach, w 2002 przeniósł się do najbardziej prestiżowej narodowej serii wyścigowej w Wielkiej Brytanii – British Touring Car Championship. Jego pierwszym samochodem był roczny MG ZS sponsorowany przez popowy girlsband Atomic Kitten. Turkingtonowi partnerował Gareth Howell, który wcześniej również jeździł w Ford Credit Fiesta Zetec Championship. Colin ukończył sezon na 14 pozycji z 29 punktami w klasyfikacji generalnej i na 6. miejscu w klasie kierowców niezależnych.

#### West Surrey Racing (2003–2004)
W związku ze swoim udanym debiutanckim sezonem, w 2003 Turkington przeniósł się do fabrycznego zespołu MG i w drugim wyścigu na Brands Hatch po raz pierwszy odniósł zwycięstwo w BTCC. Sezon ukończył na 8 pozycji z 97 punktami na koncie. W 2004, mimo wycofania się MG z mistrzostw, zajął 6. miejsce wraz z 173 punktami i zwycięstwem w trzecim wyścigu na swoim domowym torze Mondello Park w Irlandii Północnej.

#### Vauxhall (2005)
W 2005 Colin Turkington przeniósł się do zespołu Vauxhalla zastępując mistrza z sezonów 2002 i 2004 Jamesa Thompsona. Pomimo starań ten sezon ukończył podobnie jak poprzedni na 6. miejscu z zaledwie o jednym punktem więcej. W związku z tym Colin nie mógł liczyć na zachowanie miejsca w Vauxhallu na następny rok.

#### West Surrey Racing (2006–2009, 2013)
W 2006 Colin Turkington powrócił do zespołu West Surrey Racing, gdzie z powrotem jeździł MG ZS sponsorowanym tym razem przez przedsiębiorstwo RAC plc specjalizujące się w pomocy drogowej. Partnerował mu Rob Collard. Bardzo udany sezon uwieńczył 3. miejscem w końcowej klasyfikacji z 240 punktami; zaledwie jeden punkt więcej miał drugi w klasyfikacji Jason Plato. Pod koniec sezonu zespół z benzyny przeszedł na bioetanol i o mało nie stał się pierwszym zespołem w BTCC, który wygrał wyścig na tym paliwie.
W 2007 zespół widząc, że z MG nie jest w stanie zdobyć mistrzostwa zmienił samochody na BMW 320si i zatrudnił nowego kierowcę - Toma Onslow-Cole’a. Pierwsze zwycięstwo w tym sezonie Colin odniósł w pierwszym wyścigu na torze Croft Circuit. Po pierwszym wyścigu na Snetterton Motor Racing Circuit, gdzie również wygrał, a wcześniej zdobył pole position, został zdyskwalifikowany za zbyt małą wagę samochodu. Mimo zmiany pojazdów Turkington ukończył sezon na 5 pozycji z 174 punktami w klasyfikacji generalnej, ale klasie kierowców niezależnych zdobył mistrzostwo.
W 2008 do zespołu dołączył kierowca Formuły 3 Stephen Jelley. Colin Turkington odniósł cztery zwycięstwa, ukończył sezon na 4. miejscu z 212 punktami i ponownie zdobył mistrzostwo w klasyfikacji kierowców niezależnych.
W 2009 Turkington objął prowadzenie w mistrzostwach w połowie sezonu i nie oddał go do samego końca zdobywając tym samym tytuł mistrzowski w klasyfikacji generalnej z sześcioma zwycięstwami i 275 punktami na koncie. Ukończył go konsekwentnie zdobywając punkty we wszystkich 18 wyścigach począwszy od rundy na Croft Circuit. Nie wywalczył punktów tylko dwa razy - w pierwszym wyścigu na Donington Park, gdzie nie ukończył go z powodu kolizji z Adamem Jonesem i w trzecim wyścigu na Oulton Park, gdzie zajął 11. miejsce.
W 2013 Colin Turkington powrócił do BTCC i West Surrey Racing, gdzie ścigał się w BMW 125i M Sport obok Roba Collarda i Nicka Fostera. Odniósł pięć zwycięstw, trzykrotnie był drugi i dwa razy trzeci. Po trzecim wyścigu na Knockhill Racing Circuit, w którym wywalczył 4 pozycję, został zdyskwalifikowany z powodu przekroczenia limitu doładowania silnika. Sezon ukończył na 5. miejscu w klasyfikacji generalnej z dorobkiem 347 punktów.

### World Touring Car Championship

#### 2007
W 2007 Colin Turkington wystartował wraz ze swoim zespołem z BTCC - West Surrey Racing - w Wyścigu Wielkiej Brytanii na Brands Hatch i w Wyścigu Makau na ulicznym torze Guia Circuit. Na Brands Hatch zdobył 3. i 4. miejsce, gdzie dodatkowo ustanowił najszybsze okrążenie drugiego wyścigu, a w Makau 14 i 8. W związku z tym, że jego samochód nie miał homologacji z powodu zastosowania w nim sekwencyjnej skrzyni biegów, nie mógł zdobywać punktów.

#### 2010

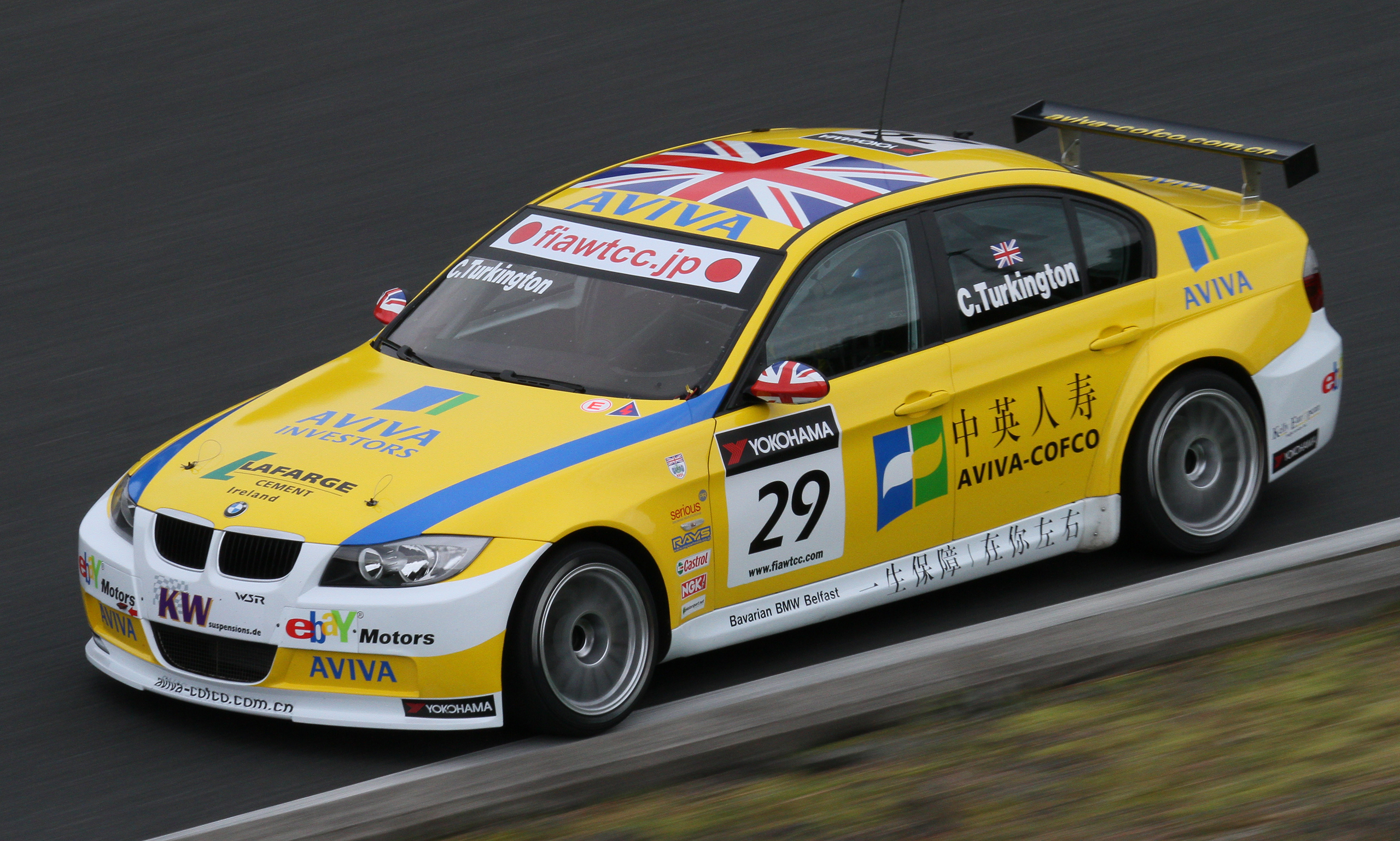
Colin Turkington podczas rozgrzewki w Wyścigu Japonii w 2010

Colin Turkington z powodu braku zabezpieczenia finansów nie mógł wystartować w BTCC w sezonie 2010, jednak 3 czerwca 2010 ogłoszono, że weźmie udział w trzech rundach World Touring Car Championship z West Surrey Racing w sezonie 2010 - w Wyścigu Portugalii, Wyścigu Wielkiej Brytanii i Wyścigu Czech. W pierwszym wyścigu na Brands Hatch pojechał najlepiej ze wszystkich BMW, a w drugim zajął 2 pozycję za Andym Priaulksem, wygrywając wśród kierowców niezależnych w obu wyścigach. Z dodatkowymi punktami za wysokie miejsca w ogólnej klasyfikacji Turkington przesunął się na 2. miejsce w klasyfikacji kierowców niezależnych, mimo że wziął udział tylko w dwóch rundach, a wszyscy inni kierowcy już w sześciu. Po zdobyciu przez niego pole position wśród kierowców niezależnych w Brnie, FIA zmieniła zasady w tej klasyfikacji i pozbawiła Turkingtona statusu kierowcy niezależnego. Po rundzie w Czechach był dziewiąty w klasyfikacji generalnej.
Pod koniec czerwca 2010 West Surrey Racing zapowiedział, że chciałby rozszerzyć swój program w WTCC o Wyścig Japonii i Wyścig Makau i tak też się stało. W Japonii Turkington zajął 6. i 2. miejsce, lecz później z tej rundy zdyskwalifikowano Andy’ego Priaulksa i Augusto Farfusa, dzięki czemu Colin w pierwszym wyścigu przesunął się na 4. miejsce, a w drugim odniósł zwycięstwo. W Makau natomiast pierwszego wyścigu nie ukończył z powodu awarii skrzyni biegów, a w drugim zajął 13. miejsce. Sezon ukończył na 10 pozycji z 97 punktami na koncie.

#### 2011
Na początku lipca 2011 ogłoszono, że Colin Turkington weźmie udział w Wyścigu Wielkiej Brytanii na torze Donington Park w zespole Wiechers-Sport, gdzie zastąpił Stefano D'Aste. W obu wyścigach zajął 10. miejsce. Wystartował również w rundach w Japonii i Chinach.

#### 2012
W 2012 Colin Turkington wystartował w Wyścigu Chin nowym dla siebie Chevroletem Cruze, ponownie z West Surrey Racing, tym razem pod banerem Aviva-Cofco. W pierwszym wyścigu zajął 6. miejsce, a w drugim 7. Był to jego pierwszy start samochodem przednionapędowym od 2006.

### Scandinavian Touring Car Championship
W 2011 Colin Turkington postanowił dołączyć do zespołu Flash Engineering w serii Scandinavian Touring Car Championship gdzie, podobnie jak w WTCC, jeździł BMW 320si. W zespole zastąpił Theda Björka, a partnerował mu Jan Nilsson. Debiutancki sezon ukończył na 5 pozycji w klasyfikacji generalnej. 2011 był także pierwszym sezonem serii Scandinavian Touring Car Championship, która powstała po połączeniu Swedish Touring Car Championship i Danish Touringcar Championship.

## Wyniki
| Legenda oznaczeń w tabelach wyników Wyświetl szablon na nowej stronie | Legenda oznaczeń w tabelach wyników Wyświetl szablon na nowej stronie                                                                     |
| Oznaczenie                                                            | Wyjaśnienie |
| --------------------------------------------------------------------- | --- |
| Złoty                                                                 | Zwycięzca lub mistrzostwo |
| Srebrny                                                               | 2. miejsce lub wicemistrzostwo |
| Brązowy                                                               | 3. miejsce lub II wicemistrzostwo |
| Zielony                                                               | Ukończył, punktował (w klasyfikacji generalnej, gdy zdobył co najmniej jeden punkt na przestrzeni sezonu, poza trzema powyższymi opcjami) |
| Niebieski                                                             | Ukończył, nie punktował (w klasyfikacji generalnej, gdy nie zdobył co najmniej jednego punktu na przestrzeni sezonu)                      |
| Czerwony                                                              | Nie zakwalifikował się (NZ) |
| Czerwony                                                              | Nie prekwalifikował się (NPK) |
| Różowy                                                                | Nie ukończył (NU) |
| Różowy                                                                | Niesklasyfikowany (NS) (w klasyfikacji generalnej, gdy nie został sklasyfikowany w żadnym wyścigu sezonu)                                 |
| Czarny                                                                | Zdyskwalifikowany (DK) |
| Czarny                                                                | Wykluczony (WYK/EX) |
| Biały                                                                 | Nie wystartował (NW) |
| Biały                                                                 | Kontuzjowany (K/INJ) |
| Biały                                                                 | Wyścig odwołany (OD/C) |
| Bez koloru                                                            | Został wycofany (WYC/WD) |
| Bez koloru                                                            | Nie przybył (NP/DNA) |
| Bez koloru                                                            | Nie brał udziału w treningach (NT/DNP) |
| Bez koloru                                                            | Nie został zgłoszony (–) |
| Pogrubienie                                                           | Start z pole position |
| Kursywa                                                               | Najszybsze okrążenie wyścigu |
| †                                                                     | Nie ukończył, ale jego rezultat został zaliczony ze względu na przejechanie więcej niż 90% dystansu wyścigu.                              |
| *                                                                     | Sezon w trakcie |
| 1/2/3                                                                 | Punktowana pozycja w sprincie |
| Lista systemów punktacji Formuły 1                                    | |

### BTCC
| Sezon | Zespół             | Samochód                   | Wyniki w poszczególnych wyścigach | Wyniki w poszczególnych wyścigach | Wyniki w poszczególnych wyścigach | Wyniki w poszczególnych wyścigach | Wyniki w poszczególnych wyścigach | Wyniki w poszczególnych wyścigach | Wyniki w poszczególnych wyścigach | Wyniki w poszczególnych wyścigach | Wyniki w poszczególnych wyścigach | Wyniki w poszczególnych wyścigach | Wyniki w poszczególnych wyścigach | Wyniki w poszczególnych wyścigach | Wyniki w poszczególnych wyścigach | Wyniki w poszczególnych wyścigach | Wyniki w poszczególnych wyścigach | Wyniki w poszczególnych wyścigach | Wyniki w poszczególnych wyścigach | Wyniki w poszczególnych wyścigach | Wyniki w poszczególnych wyścigach | Wyniki w poszczególnych wyścigach | Wyniki w poszczególnych wyścigach | Wyniki w poszczególnych wyścigach | Wyniki w poszczególnych wyścigach | Wyniki w poszczególnych wyścigach | Wyniki w poszczególnych wyścigach | Wyniki w poszczególnych wyścigach | Wyniki w poszczególnych wyścigach | Wyniki w poszczególnych wyścigach | Wyniki w poszczególnych wyścigach | Wyniki w poszczególnych wyścigach | Pozycja | Punkty |
| 2002  | Team Atomic Kitten | MG ZS                      | BRH                               | BRH                               | BRH                               | OUL                               | OUL                               | OUL                               | THR                               | THR                               | THR                               | SIL                               | SIL                               | SIL                               | MON                               | MON                               | MON                               | CRO                               | CRO                               | CRO                               | SNE                               | SNE                               | SNE                               | KNO                               | KNO                               | KNO                               | BRH                               | BRH                               | BRH                               | DON                               | DON                               | DON                               | 14      | 29     |
| ----- | ------------------ | -------------------------- | --------------------------------- | --------------------------------- | --------------------------------- | --------------------------------- | --------------------------------- | --------------------------------- | --------------------------------- | --------------------------------- | --------------------------------- | --------------------------------- | --------------------------------- | --------------------------------- | --------------------------------- | --------------------------------- | --------------------------------- | --------------------------------- | --------------------------------- | --------------------------------- | --------------------------------- | --------------------------------- | --------------------------------- | --------------------------------- | --------------------------------- | --------------------------------- | --------------------------------- | --------------------------------- | --------------------------------- | --------------------------------- | --------------------------------- | --------------------------------- | ------- | ------ |
| 2002  | Team Atomic Kitten | MG ZS                      |                                   |                                   | (-)                               | 19                                | NU                                | (-)                               | NU                                | NU                                | (-)                               | NU                                | 12                                | (-)                               | NW                                | NW                                | (-)                               | 3                                 | 5                                 | (-)                               | 9                                 | 4                                 | (-)                               | 8                                 | NU                                | (-)                               | NU                                | 16                                | (-)                               | 11                                | NU                                | (-)                               | 14      | 29     |
| 2003  | MG Sport & Racing  | MG ZS                      | MON                               | MON                               | MON                               | BRH                               | BRH                               | BRH                               | THR                               | THR                               | THR                               | SIL                               | SIL                               | SIL                               | ROC                               | ROC                               | ROC                               | CRO                               | CRO                               | CRO                               | SNE                               | SNE                               | SNE                               | BRH                               | BRH                               | BRH                               | DON                               | DON                               | DON                               | OUL                               | OUL                               | OUL                               | 8       | 97     |
| 2003  | MG Sport & Racing  | MG ZS                      | NW                                | NU                                | (-)                               | 5                                 | NU                                | (-)                               | 8                                 | NU                                | (-)                               | 3                                 | 8                                 | (-)                               | NU                                | NU                                | (-)                               | 4                                 | 7                                 | (-)                               | NU                                | 4                                 | (-)                               | 3                                 | 1                                 | (-)                               | 19                                | 2                                 | (-)                               | 6                                 | 3                                 | (-)                               | 8       | 97     |
| 2004  | West Surrey Racing | MG ZS                      | THR                               | THR                               | THR                               | BRH                               | BRH                               | BRH                               | SIL                               | SIL                               | SIL                               | OUL                               | OUL                               | OUL                               | MON                               | MON                               | MON                               | CRO                               | CRO                               | CRO                               | KNO                               | KNO                               | KNO                               | BRH                               | BRH                               | BRH                               | SNE                               | SNE                               | SNE                               | DON                               | DON                               | DON                               | 6       | 173    |
| 2004  | West Surrey Racing | MG ZS                      | 14                                | 10                                | 6                                 | 6                                 | 5                                 | 5                                 | 11                                | 5                                 | 12                                | 4                                 | 6                                 | 5                                 | 3                                 | 6                                 | 1                                 | 6                                 | 7                                 | 3                                 | 4                                 | NU                                | 3                                 | 10                                | 2                                 | 11                                | 4                                 | 5                                 | 7                                 | 3                                 | 7                                 | 6                                 | 6       | 173    |
| 2005  | VX Racing          | Vauxhall Astra Sport Hatch | DON                               | DON                               | DON                               | THR                               | THR                               | THR                               | BRH                               | BRH                               | BRH                               | OUL                               | OUL                               | OUL                               | CRO                               | CRO                               | CRO                               | MON                               | MON                               | MON                               | SNE                               | SNE                               | SNE                               | KNO                               | KNO                               | KNO                               | SIL                               | SIL                               | SIL                               | BRH                               | BRH                               | BRH                               | 6       | 174    |
| 2005  | VX Racing          | Vauxhall Astra Sport Hatch | 5                                 | NU                                | 8                                 | 4                                 | 7                                 | 2                                 | 2                                 | 5                                 | 5                                 | 10                                | 6                                 | NU                                | 1                                 | 2                                 | 7                                 | 4                                 | 1                                 | 5                                 | 7                                 | 7                                 | NU                                | 3                                 | 4                                 | 7                                 | 7                                 | NU                                | 9                                 | 7                                 | NU                                | 6                                 | 6       | 174    |
| 2006  | Team RAC           | MG ZS                      | BRH                               | BRH                               | BRH                               | MON                               | MON                               | MON                               | OUL                               | OUL                               | OUL                               | THR                               | THR                               | THR                               | CRO                               | CRO                               | CRO                               | DON                               | DON                               | DON                               | SNE                               | SNE                               | SNE                               | KNO                               | KNO                               | KNO                               | BRH                               | BRH                               | BRH                               | SIL                               | SIL                               | SIL                               | 3       | 240    |
| 2006  | Team RAC           | MG ZS                      | 4                                 | 2                                 | 2                                 | 4                                 | 3                                 | 2                                 | 7                                 | 17                                | 5                                 | 8                                 | 6                                 | 1                                 | 4                                 | 3                                 | 2                                 | 2                                 | 8                                 | 1                                 | NU                                | 3                                 | 4                                 | 7                                 | 9                                 | NU                                | 3                                 | 3                                 | 4                                 | 2                                 | DK                                | 2                                 | 3       | 240    |
| 2007  | Team RAC           | BMW 320si                  | BRH                               | BRH                               | BRH                               | ROC                               | ROC                               | ROC                               | THR                               | THR                               | THR                               | CRO                               | CRO                               | CRO                               | OUL                               | OUL                               | OUL                               | DON                               | DON                               | DON                               | SNE                               | SNE                               | SNE                               | BRH                               | BRH                               | BRH                               | KNO                               | KNO                               | KNO                               | THR                               | THR                               | THR                               | 5       | 184    |
| 2007  | Team RAC           | BMW 320si                  | 2                                 | 2                                 | NU                                | 7                                 | NU                                | NU                                | 4                                 | 5                                 | 17                                | 1                                 | NU                                | 9                                 | 3                                 | 1                                 | NU                                | 7                                 | 9                                 | 6                                 | DK                                | 9                                 | 6                                 | 4                                 | 9                                 | 1                                 | 2                                 | 2                                 | 6                                 | 6                                 | 4                                 | 11                                | 5       | 184    |
| 2008  | Team RAC           | BMW 320si                  | BRH                               | BRH                               | BRH                               | ROC                               | ROC                               | ROC                               | DON                               | DON                               | DON                               | THR                               | THR                               | THR                               | CRO                               | CRO                               | CRO                               | SNE                               | SNE                               | SNE                               | OUL                               | OUL                               | OUL                               | KNO                               | KNO                               | KNO                               | SIL                               | SIL                               | SIL                               | BRH                               | BRH                               | BRH                               | 4       | 212    |
| 2008  | Team RAC           | BMW 320si                  | 20                                | 8                                 | 1                                 | 16                                | 6                                 | 7                                 | 9                                 | 13                                | 12                                | 2                                 | 2                                 | 6                                 | 1                                 | 1                                 | 8                                 | 5                                 | 2                                 | 6                                 | 4                                 | 1                                 | 7                                 | 5                                 | 7                                 | 15                                | 4                                 | 2                                 | 4                                 | 4                                 | 3                                 | 5                                 | 4       | 212    |
| 2009  | Team RAC           | BMW 320si                  | BRH                               | BRH                               | BRH                               | THR                               | THR                               | THR                               | DON                               | DON                               | DON                               | OUL                               | OUL                               | OUL                               | CRO                               | CRO                               | CRO                               | SNE                               | SNE                               | SNE                               | KNO                               | KNO                               | KNO                               | SIL                               | SIL                               | SIL                               | ROC                               | ROC                               | ROC                               | BRH                               | BRH                               | BRH                               | 1       | 275    |
| 2009  | Team RAC           | BMW 320si                  | 3                                 | 2                                 | 4                                 | 4                                 | 1                                 | 9                                 | NU                                | 5                                 | 2                                 | 1                                 | 1                                 | 11                                | 1                                 | 1                                 | 6                                 | 5                                 | 2                                 | 1                                 | 4                                 | 3                                 | 5                                 | 4                                 | 4                                 | 3                                 | 10                                | 4                                 | 4                                 | 8                                 | 3                                 | 2                                 | 1       | 275    |
| 2013  | eBay Motors        | BMW 125i M Sport           | BRH                               | BRH                               | BRH                               | DON                               | DON                               | DON                               | THR                               | THR                               | THR                               | OUL                               | OUL                               | OUL                               | CRO                               | CRO                               | CRO                               | SNE                               | SNE                               | SNE                               | KNO                               | KNO                               | KNO                               | ROC                               | ROC                               | ROC                               | SIL                               | SIL                               | SIL                               | BRH                               | BRH                               | BRH                               | 5       | 347    |
| 2013  | eBay Motors        | BMW 125i M Sport           | 8                                 | 8                                 | 9                                 | 8                                 | 9                                 | 1                                 | 6                                 | 11                                | 10                                | 5                                 | 3                                 | 2                                 | 1                                 | 1                                 | 2                                 | 4                                 | 6                                 | 6                                 | 1                                 | 1                                 | DK                                | 6                                 | 3                                 | 2                                 | 4                                 | 5                                 | NU                                | NU                                | 12                                | 4                                 | 5       | 347    |

### WTCC
| Sezon | Zespół             | Samochód             | Wyniki w poszczególnych wyścigach | Wyniki w poszczególnych wyścigach | Wyniki w poszczególnych wyścigach | Wyniki w poszczególnych wyścigach | Wyniki w poszczególnych wyścigach | Wyniki w poszczególnych wyścigach | Wyniki w poszczególnych wyścigach | Wyniki w poszczególnych wyścigach | Wyniki w poszczególnych wyścigach | Wyniki w poszczególnych wyścigach | Wyniki w poszczególnych wyścigach | Wyniki w poszczególnych wyścigach | Wyniki w poszczególnych wyścigach | Wyniki w poszczególnych wyścigach | Wyniki w poszczególnych wyścigach | Wyniki w poszczególnych wyścigach | Wyniki w poszczególnych wyścigach | Wyniki w poszczególnych wyścigach | Wyniki w poszczególnych wyścigach | Wyniki w poszczególnych wyścigach | Wyniki w poszczególnych wyścigach | Wyniki w poszczególnych wyścigach | Wyniki w poszczególnych wyścigach | Wyniki w poszczególnych wyścigach | Pozycja | Punkty |
| 2007  | West Surrey Racing | BMW 320si            | BRA                               | BRA                               | NED                               | NED                               | ESP                               | ESP                               | FRA                               | FRA                               | CZE                               | CZE                               | POR                               | POR                               | SWE                               | SWE                               | GER                               | GER                               | GBR                               | GBR                               | ITA                               | ITA                               | MAC                               | MAC                               |                                   |                                   | –1      | –1     |
| ----- | ------------------ | -------------------- | --------------------------------- | --------------------------------- | --------------------------------- | --------------------------------- | --------------------------------- | --------------------------------- | --------------------------------- | --------------------------------- | --------------------------------- | --------------------------------- | --------------------------------- | --------------------------------- | --------------------------------- | --------------------------------- | --------------------------------- | --------------------------------- | --------------------------------- | --------------------------------- | --------------------------------- | --------------------------------- | --------------------------------- | --------------------------------- | --------------------------------- | --------------------------------- | ------- | ------ |
| 2007  | West Surrey Racing | BMW 320si            |                                   |                                   |                                   |                                   |                                   |                                   |                                   |                                   |                                   |                                   |                                   |                                   |                                   |                                   |                                   |                                   | 3                                 | 4                                 |                                   |                                   | 14                                | 8                                 |                                   |                                   | –1      | –1     |
| 2010  | West Surrey Racing | BMW 320si            | BRA                               | BRA                               | MAR                               | MAR                               | ITA                               | ITA                               | BEL                               | BEL                               | POR                               | POR                               | GBR                               | GBR                               | CZE                               | CZE                               | GER                               | GER                               | ESP                               | ESP                               | JPN                               | JPN                               | MAC                               | MAC                               |                                   |                                   | 10      | 97     |
| 2010  | West Surrey Racing | BMW 320si            |                                   |                                   |                                   |                                   |                                   |                                   |                                   |                                   | 12                                | 10                                | 3                                 | 2                                 | 6                                 | 2                                 |                                   |                                   |                                   |                                   | 4                                 | 1                                 | NU                                | 13                                |                                   |                                   | 10      | 97     |
| 2011  | Wiechers-Sport     | BMW 320 TC           | BRA                               | BRA                               | BEL                               | BEL                               | ITA                               | ITA                               | HUN                               | HUN                               | CZE                               | CZE                               | POR                               | POR                               | GBR                               | GBR                               | GER                               | GER                               | ESP                               | ESP                               | JPN                               | JPN                               | CHN                               | CHN                               | MAC                               | MAC                               | 13      | 46     |
| 2011  | Wiechers-Sport     | BMW 320 TC           |                                   |                                   |                                   |                                   |                                   |                                   |                                   |                                   |                                   |                                   |                                   |                                   | 10                                | 10                                |                                   |                                   |                                   |                                   | 6                                 | 7                                 | 2                                 | 4                                 |                                   |                                   | 13      | 46     |
| 2012  | Team Aviva-Cofco   | Chevrolet Cruze 1.6T | ITA                               | ITA                               | ESP                               | ESP                               | MAR                               | MAR                               | SVK                               | SVK                               | HUN                               | HUN                               | AUT                               | AUT                               | POR                               | POR                               | BRA                               | BRA                               | USA                               | USA                               | JPN                               | JPN                               | CHN                               | CHN                               | MAC                               | MAC                               | 18      | 15     |
| 2012  | Team Aviva-Cofco   | Chevrolet Cruze 1.6T |                                   |                                   |                                   |                                   |                                   |                                   |                                   |                                   |                                   |                                   |                                   |                                   |                                   |                                   |                                   |                                   |                                   |                                   |                                   |                                   | 6                                 | 7                                 |                                   |                                   | 18      | 15     |

1 Niedopuszczony do zdobywania punktów

### STCC
| 7 | 2 | 6 | 3 | NU | 10 | 11 | 10 | 4 | 3 | 16 | 9 | 2 | NU | 6 | 2 | 12 | 6 |